# 拉特雷讷
拉特雷讷（法語：Latresne，法語發音：[latʁɛn]）是法国吉伦特省的一个市镇，属于波尔多区。

## 地理
拉特雷讷（44°47'6"N, 0°29'47"W）面积10.39 平方千米，位于法国新阿基坦大区吉倫特省，该省份为法国西南部沿海省份，是法國本土面积最大的省，北起滨海夏朗德省，西临大西洋，南至朗德省，东南接洛特-加龍省，东临多爾多涅省。
与拉特雷讷接壤的市镇（或旧市镇、城区）包括：布利亚克、康布拉讷和梅纳克、贝格勒、卡里尼昂德波尔多、塞纳克、维勒纳沃多农。

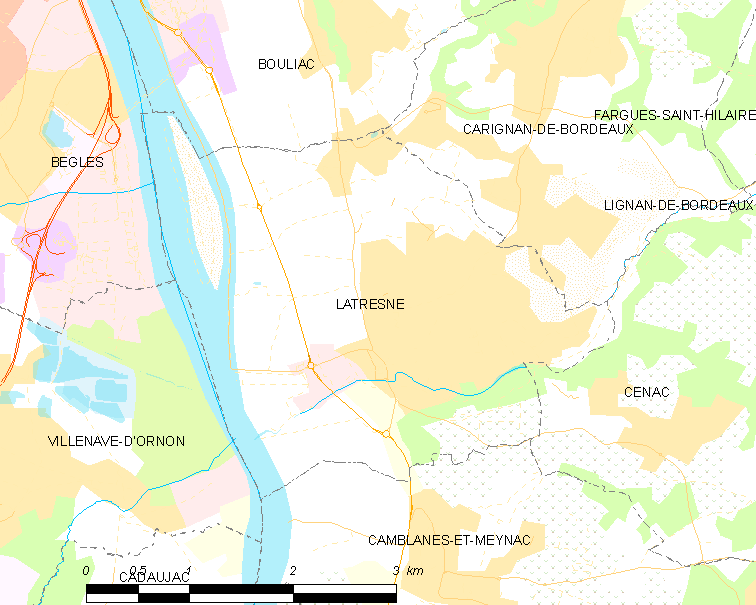
拉特雷讷的OSM定位图

拉特雷讷的时区为UTC+01:00、UTC+02:00（夏令时）。

## 行政
拉特雷讷的邮政编码为33360，INSEE市镇编码为33234。

## 政治
拉特雷讷所属的省级选区为克雷翁县。

## 人口

1962-2008年间拉特雷讷人口变化图示

拉特雷讷于2022年1月1日时的人口数量为3699人。